# Angustidontus
Angustidontus é um gênero de crustáceos pelágicos predadores do Devoniano Superior e Carbonífero Inferior, classificado como parte da subclasse Eumalacostraca. Fósseis do gênero foram encontrados em relativa abundância no Canadá, Alemanha, República Tcheca, Polônia, Bielorrússia, Ucrânia e em grandes partes dos Estados Unidos, incluindo Oklahoma, Ohio, Indiana, Kentucky, Montana, Utah e Nevada.
As principais linhagens de Eumalacostraca já haviam divergido umas das outras durante o Devoniano, mas sua história evolutiva inicial permanece pouco conhecida devido ao escasso registro fóssil, tornando os fósseis de Angustidontus e outros membros primitivos de Eumalacostraca importantes para estudos científicos. Historicamente de classificação incerta, estudos sobre a paleobiologia de Angustidontus permitiram aos pesquisadores posicioná-lo entre as ordens Amphionidacea e Decapoda.

## Descrição
Angustidontus era um crustáceo predador, medindo cerca de 6 cm de comprimento (9 cm se contados os grandes maxilípedes, ou seja, apêndices ou "membros" usados para alimentação). Possuía um par de maxilípedes preensores e sete pares de pereópodes (apêndices que funcionavam principalmente como pernas para locomoção). Os pares de primeiro a quinto pereópodes eram subquelados (preensores, semelhantes a quelas) e curtos, terminando em um dáctilo (segmento final da perna, "ponta") enganchado e aumentado. Os sexto e sétimo pares eram mais finos e longos, terminando em dáctilos mais simples e menores. O quinto e sexto somitos (segmentos corporais) expandiam-se lateralmente, com alguma sobreposição parcial sobre o télson (a divisão mais posterior do corpo).
Angustidontus possuía grandes apêndices preensores, modificados a partir do primeiro ou segundo toracópodes (apêndices ligados ao tórax), que representam alguns dos primeiros maxilípedes dentro da superordem Eucarida. Esses maxilípedes provavelmente eram usados ao serem dobrados para baixo para atacar a presa, segurá-la e impedir que ela se libertasse. Schramidontus [en], o único parente próximo conhecido de Angustidontus, também possuía um segundo par menor de maxilípedes que podia usar para levar a presa às maxilas, maxílulas (estruturas semelhantes que precedem as maxilas) e suas grandes mandíbulas, mas essas estão ausentes em Angustidontus. Em vez disso, Angustidontus usava os quatro pares seguintes de toracópodes (que eram curtos e possuíam garras fortes e bases serrilhadas, ou seja, bases modificadas e expandidas para auxiliar na alimentação) para despedaçar a presa e transportá-la até a boca.

## História da pesquisa
O gênero Angustidontus foi nomeado pelo geólogo americano Chalmer Lewis Cooper em 1936, juntamente com a família "Angustidontidae". Cooper descreveu os fósseis, consistindo de apêndices serrilhados, como mandíbulas fósseis de peixes actinopterígeos. Desde então, os apêndices de Angustidontus foram objeto de muito debate sobre sua classificação. Na década de 1950, foi sugerido que os fósseis representavam quelíceras de euriptéridos, possivelmente de algo próximo a Pterygotus.
Em 1960, os geólogos canadenses Murray John Copeland e Thomas Edward Bolton consideraram que os fósseis representavam rastros branquiais de peixes ou eram "garras semelhantes às do segundo maxilípede do estomatópode Squilla [en]"; além disso, notou-se que o apêndice possuía algum tipo de articulação do tipo "enartrose". Embora vários pesquisadores proeminentes notassem que Angustidontus provavelmente não representava um euriptérido, ele foi tratado como tal, embora com reservas, pela maioria dos autores subsequentes. Exceções foram a geóloga americana Jean Milton Berdan [en], que concluiu em 1964, após estudar múltiplos apêndices de Angustidontus, que "os ramos de Angustidontus são quase certamente parte de um artrópode em vez de um vertebrado, mas não necessariamente parte de um euriptérido"; e o paleontólogo e geólogo norueguês Leif Størmer [en], que concordou em 1966 que os fósseis não eram euriptéridos, mas que eram "de afinidade incerta, possivelmente crustáceos decápodes".
Angustidontus frequentemente ocorre junto com Concavicaris, outro crustáceo do Devoniano. Os fósseis de Concavicaris tendem a não possuir os apêndices, enquanto os fósseis de Angustidontus muitas vezes não possuem o escudo cefalotorácico devido à sua fraca esclerotização [en]. Isso causou alguma confusão, e alguns pesquisadores sugeriram que os dois representariam partes diferentes do mesmo animal. Expedições a localidades fossilíferas em Nevada, onde Cooper relatou em 1936 que Concavicaris e Angustidontus ocorriam juntos, forneceram mais informações sobre os apêndices de Concavicaris e permitiram determinar que os apêndices de Angustidontus não representavam apêndices de Concavicaris. Com centenas de espécimes coletados, uma pesquisa adequada pôde ser conduzida sobre Angustidontus pela primeira vez com a descoberta dos primeiros espécimes completos.
Os novos espécimes permitiram aos pesquisadores determinar que Angustidontus era um crustáceo peracárido malacóstraco, e que Concavicaris simplesmente representava um animal separado que fazia parte de uma fauna maior do Devoniano Superior, incluindo uma grande quantidade de diferentes invertebrados, como vermes, cefalópodes, bivalves, braquiópodes e esponjas. Os apêndices que causaram confusão no passado foram revelados como os primeiros toracópodes, mas muito alongados e adaptados para uso na alimentação.

## Classificação

Plano corporal generalizado de um crustáceo malacóstraco. O cefalão e o tórax eram fundidos em Angustidontus como um único escudo cefalotorácico e o primeiro toracópode havia se desenvolvido em um maxilípede.

Angustidontus é classificado como parte da família extinta Angustidontidae, juntamente com o gênero de água doce Schramidontus da Bélgica. Esta família é a única classificada como parte da ordem Angustidontida. Os membros da família Angustidontidae são diagnosticados como eucáridos que possuem carapaças e olhos com exópodes em forma de escama (o ramo externo dos dois que compõem um apêndice) nas segundas antenas. Essas características tornam o grupo distinto da maioria dos crustáceos da subclasse Eumalacostraca, e eles são classificados como parte de Eucarida devido à sua carapaça estar fundida aos segmentos torácicos 1–7.
Algumas espécies adicionais de Angustidontus, além da espécie-tipo A. seriatus, foram anteriormente nomeadas. Estas eram A. gracilis (Cooper, 1936), A. moravicus (Chlupáč, 1978) e A. weihmannae (Copeland & Bolton, 1960), que foram separadas umas das outras pelo padrão dos dentes em seus maxilípedes. Todas foram consideradas sinônimas de A. seriatus pelos paleontólogos britânico e polonês William David Ian Rolfe e Jerzy Dzik [en] em 2006, pois os fósseis dessas espécies apresentavam padrões altamente variáveis. Rolfe e Dzik determinaram que o padrão de dentes não era um critério válido para distinguir espécies, permanecendo apenas a espécie-tipo A. seriatus como válida. Ainda assim, com base na morfologia de diferentes mandíbulas fósseis, material fóssil do Fameniano Inferior da Polônia pode representar duas possíveis espécies adicionais.
O cladograma abaixo é baseado nas relações de Eucarida assumidas pelos paleontólogos franceses Pierre Guériau, Sylvain Charbonnier e Gaël Clément em 2014, com base na modificação gradual dos primeiros toracópodes em maxilípedes vistos em Decapoda:

| †Angustidontida [en] | \| \| †Angustidontus \| \| \| \| \| \| †Schramidontus [en] \| \| \| \| |
|                      | \| \| †Angustidontus \| \| \| \| \| \| †Schramidontus [en] \| \| \| \| |
|                      | Decapoda                                                               |
|                      |                                                                        |
|                      | †Angustidontus                                                         |
|                      |                                                                        |
|                      | †Schramidontus [en]                                                    |
|                      |                                                                        |

|  | †Angustidontus      |
|  |                     |
|  | †Schramidontus [en] |
|  |                     |

| †Angustidontida [en] | \| \| †Angustidontus \| \| \| \| \| \| †Schramidontus [en] \| \| \| \| |
|                      | \| \| †Angustidontus \| \| \| \| \| \| †Schramidontus [en] \| \| \| \| |
|                      | Decapoda                                                               |
|                      |                                                                        |
|                      | †Angustidontus                                                         |
|                      |                                                                        |
|                      | †Schramidontus [en]                                                    |
|                      |                                                                        |

|  | †Angustidontus      |
|  |                     |
|  | †Schramidontus [en] |
|  |                     |

| †Angustidontida [en] | \| \| †Angustidontus \| \| \| \| \| \| †Schramidontus [en] \| \| \| \| |
|                      | \| \| †Angustidontus \| \| \| \| \| \| †Schramidontus [en] \| \| \| \| |
|                      | Decapoda                                                               |
|                      |                                                                        |
|                      | †Angustidontus                                                         |
|                      |                                                                        |
|                      | †Schramidontus [en]                                                    |
|                      |                                                                        |

|  | †Angustidontus      |
|  |                     |
|  | †Schramidontus [en] |
|  |                     |

| †Angustidontida [en] | \| \| †Angustidontus \| \| \| \| \| \| †Schramidontus [en] \| \| \| \| |
|                      | \| \| †Angustidontus \| \| \| \| \| \| †Schramidontus [en] \| \| \| \| |
|                      | Decapoda                                                               |
|                      |                                                                        |
|                      | †Angustidontus                                                         |
|                      |                                                                        |
|                      | †Schramidontus [en]                                                    |
|                      |                                                                        |

|  | †Angustidontus      |
|  |                     |
|  | †Schramidontus [en] |
|  |                     |

## Paleoecologia

### Ambiente
O ambiente de vida de Angustidontus era de baixa diversidade, mas poderia ter sido muito alto em produtividade biológica. Animais fósseis encontrados em associação com Angustidontus são exclusivamente criaturas pelágicas de mar aberto, como conodontes, cefalópodes, ostracodos, membros do grupo Thylacocephala e peixes. As regiões de fundo eram provavelmente ligeiramente bentônicas com um ambiente macio e lamacento; este último era provavelmente anaeróbico e venenoso, com quantidade abundante de sulfeto de hidrogênio, o que teria impedido a decomposição e permitido a preservação de fósseis.
Membros do grupo Thylacocephala, crustáceos pelágicos de classificação incerta encontrados em associação com Angustidontus, também possuíam apêndices semelhantes a quelíceras e eram cobertos por espinhos protetores. Eles eram predadores, com conteúdos estomacais conhecidos incluindo restos de cefalópodes, bem como vértebras de tubarão e peixes teleósteos. Os apêndices de gêneros como Concavicaris diferiam em funcionalidade dos de Angustidontus e, portanto, provavelmente eram usados para capturar outros tipos de presas diferentes das consumidas por Angustidontus. Os membros do grupo Thylacocephala podem não apenas ter ocupado um nicho diferente, mas um nível inteiramente diferente na coluna de água.

### Presa
Não há conteúdos estomacais taxonomicamente identificáveis em nenhum espécime de Angustidontus. Há algumas pequenas peças fósseis encontradas em associação com espécimes de Angustidontus que podem representar mandíbulas de cefalópodes ou conchas de moluscos de concha fina. O espécime NMNH 530451 preserva uma impressão espiral que pode representar a concha larval de um goniatite. Assim, Angustidontus pode ter se alimentado de cefalópodes. Outro item de presa provável, com base em sua presença em ambientes pelágicos do Devoniano Superior, são conodontes.